# Taijiro Mori
Taijiro Mori (森 泰次郎 Mori Taijiro?), född 8 december 1991 i Toyama prefektur, är en japansk fotbollsspelare.
Mori började sin karriär 2010 i Kataller Toyama. 2014 blev han utlånad till Sagawa Printing. Han avslutade karriären 2015.